# 伊藤比呂美
伊藤 比呂美（いとう ひろみ、1955年〈昭和30年〉9月13日 - ）は、日本の詩人。東京都板橋区出身。東京都立竹早高等学校、青山学院大学文学部日本文学科卒業。ポーランド文学者の西成彦は元夫。

## 経歴
1975年、大学在学中より新日本文学会の文学学校にて阿部岩夫に学ぶ。同年、詩人の岩崎迪子らと詩誌『らんだむ』を創刊。1976年から『現代詩手帖』に投稿をはじめる。1978年、第一詩集『草木の空』でデビューする。同年に第16回現代詩手帖賞を受賞。
のちに詩をやめて小説に移行し、1999年『ラニーニャ』などで一定の評価を得るが、2005年『河原荒草』で、また詩に復帰し、2007年『とげ抜き 新巣鴨地蔵縁起』を発表。
1984年より熊本市在住、1997年よりカリフォルニア州に在住しつつ、熊本とカリフォルニア間を往復する。2008年、熊本文学隊を旗揚げ。2011年10月1日より熊本学園大学招聘教授。2018年4月1日から2021年3月まで早稲田大学文学学術院（文化構想学部）教授。2021年4月より法政大学大学院講師。

## 受賞・候補歴
- 1978年 - 第16回現代詩手帖賞受賞。
- 1993年 - 『家族アート』で第6回三島由紀夫賞候補。
- 1998年 - 『ハウス・プラント』で第119回芥川龍之介賞候補。
- 1999年 - 『ラニーニャ』で第121回芥川龍之介賞候補、『ラニーニャ』で第21回野間文芸新人賞受賞。
- 2002年 - 『ビリー・ジョーの大地』で第49回産経児童出版文化賞ニッポン放送賞受賞。
- 2006年 - 『河原荒草』で第36回高見順賞受賞。
- 2007年 - 『とげ抜き新巣鴨地蔵縁起』で第15回萩原朔太郎賞受賞。
- 2008年 - 『とげ抜き新巣鴨地蔵縁起』で第18回紫式部文学賞受賞。
- 2015年 - 第5回早稲田大学坪内逍遥大賞受賞[4]。
- 2019年 - 第2回種田山頭火賞受賞[5]。
- 2020年
  - 『なっちゃんのなつ』で第67回産経児童出版文化賞美術賞受賞。
  - チカダ賞受賞[6]。
- 2021年 - 『道行きや』で第62回熊日文学賞、第12回香梅アートアワード受賞。

## 著書

### 単著
- 『草木の空』（1978年7月、アトリエ出版企画）
- 『姫』（1979年8月、紫陽社）
- 『伊藤比呂美詩集』（1980年9月、思潮社 現代詩文庫）
- 『青梅』（1982年7月、思潮社→1988年8月、集英社文庫）
- 『感情線のびた』（1984年7月、弓立社）
- 『テリトリー論II』（1985年4月、思潮社）
- 『週刊本34 知死期時 近松と馬琴と南北と』（1985年6月、朝日出版社）
- 『良いおっぱい悪いおっぱい』（1985年11月、冬樹社→1992年7月、集英社文庫）
  - 『良いおっぱい悪いおっぱい【完全版】』（2010年8月、中公文庫）
- 『おなか ほっぺ おしり』（1987年10月、婦人生活社→1993年11月、集英社文庫）
- 『伊藤比呂美詩集』（1988年11月、思潮社、現代詩文庫）
- 『おなか・ほっぺ・おしりそしてふともも』（1989年3月、婦人生活社→1996年9月、集英社文庫）
- 『主婦の恩返し』（1990年12月、作品社）
- 『家族アート』（1992年7月、岩波書店）
- 『わたしはあんじゅひめ子である　伊藤比呂美詩集』（1993年8月、思潮社）
- 『コドモより親が大事』（1993年9月、婦人生活社→1997年6月、集英社文庫）
- 『居場所がない!』（1996年10月、朝日新聞社→1999年4月、朝日文庫）
- 『あーあった』（1998年11月、福音館書店）絵本／絵・牧野良幸
- 『ラニーニャ』（1999年9月、新潮社→2016年5月、新編・岩波現代文庫）
- 『伊藤ふきげん製作所』（2000年8月、毎日新聞社→2004年1月、新潮文庫）
- 『またたび』（2000年11月、集英社→2023年11月、中公文庫）
- 『万事OK』（2002年7月、新潮社）→『人生相談万事OK！』（2008年6月、ちくま文庫）
- 『おめめ とじてね』（2003年1月、福音館書店［こどものとも0.1.2.通巻94号］）絵本／絵・ながさわまさこ
- 『なっちゃんのなつ』（2003年9月、福音館書店［がかくのとも通巻414号］）絵本／絵・片山健
- 『日本ノ霊異ナ話』（2004年3月、朝日新聞社→2007年2月、朝日文庫）
- 『ウッサとまほうのことば』（2004年5月、メタローグ）絵本／絵・acco
- 『ラヴソング』（2004年7月、筑摩書房）
- 『おなか ほっぺ おしり トメ—末っ子のトメが加わって究極の最終完結編』（2004年10月、PHP研究所）
- 『レッツ・すぴーく・English』（2005年5月、岩波書店）
- 『河原荒草』（2005年10月、思潮社）
- 『ミドリノオバサン』（2005年11月、筑摩書房）
- 『コヨーテ・ソング』（2007年5月、スイッチパブリッシング）
- 『とげ抜き 新巣鴨地蔵縁起』（2007年6月、講談社→2011年5月、講談社文庫→2022年7月、講談社文芸文庫）
- 『あのころ、先生がいた』（2007年12月、理論社）
- 『女の絶望』（2008年9月、光文社→2011年3月、光文社文庫）
- 『読み解き「般若心経」』（2010年1月、朝日新聞出版→2013年8月、朝日文庫）
- 『続・伊藤比呂美詩集』（2011年7月、思潮社 現代詩文庫）
- 『たどたどしく声に出して読む歎異抄』（2012年4月、ぷねうま舎→「伊藤比呂美の歎異抄」2021年7月、河出文庫）
- 『人生相談　比呂美の万事OK』（2012年5月、西日本新聞社→「人生おろおろ」2022年3月、光文社文庫）
- 『たぬき』（2012年9月、福音館書店［ちいさながかくのとも通巻126号］）絵本／絵・片山健
- 『閉経記』（2013年1月、中央公論新社→2017年6月、中公文庫）
- 『犬心』（2013年6月、文藝春秋→2016年2月、文春文庫）
- 『父の生きる』（2014年1月、光文社→2016年6月、光文社文庫）
- 『木霊草霊』（2014年5月、岩波書店）
- 『女の一生』（2014年9月、岩波新書）
- 『切腹考』（2017年2月、文藝春秋→2022年2月、文春文庫）
- 『ウマし』（2018年3月、中央公論新社→2021年3月、中公文庫）
- 『たそがれてゆく子さん』（2018年8月、中央公論新社→2021年11月、中公文庫）
- 『道行きや』（2020年4月、新潮社→2022年11月、新潮文庫）
- 『ショローの女』（2021年6月、中央公論新社→2024年6月、中公文庫）
- 『いつか死ぬそれまで生きる』（2021年11月、朝日新聞出版→2024年7月、朝日文庫）
- 『伊藤ふきげん製作所　思春期をサバイバルする』（2022年10月、中央公論新社）
- 『森林通信　鴎外とベルリンに行く』（2023年12月、春陽堂書店）
- 『野犬の仔犬チトー』（2024年5月、光文社）

### 共著
- 『靴をはいた青空〈3〉詩人達のファンタジー』（1981年12月、出帆新社）

田村隆一、岸田衿子、鈴木志郎康、岸田今日子、矢川澄子との共著
- 『女のフォークロア』（1986年11月、平凡社）宮田登との共著
- 『テリトリー論I』（1987年3月、思潮社）荒木経惟との共著
- 黒木香『性の構造 : うれしい変態 たのしい淫乱』作品社、1987年6月25日。ISBN 978-4878931338。
- 『パパはごきげんななめ』（1989年3月、作品社→1992年7月、集英社文庫）西成彦との共著
- 『恋愛微妙相談　男もつらいが、女もつらい』（1989年6月、徳間書店）荒川洋治、ねじめ正一との共著
- 『魔法の鏡のなかへ』（1989年7月、思潮社）平田俊子、榊原淳子、諏訪優、鈴木志郎康、さとう三千魚との共著
- 『のろとさにわ』（1991年12月、平凡社→1995年11月、平凡社ライブラリー）上野千鶴子との共著
- 『あかるく拒食　ゲンキに過食』（1992年3月、平凡社）斎藤学との共著
- 『おなかほっぺおしり　ポーランドゆき』（1994年11月、婦人生活社）西成彦との共著
- 『家庭の医学』（1995年3月、筑摩書房）西成彦との共著
- 『手・足・肉・体―Hiromi 1955』（1995年8月、筑摩書房）石内都との共著
- 『わたしにとって親とは？』（1997年4月、ポプラ社）新井満、太田治子との共著
- 『なにたべた?』（1999年10月、マガジンハウス→2011年1月、中公文庫）枝元なほみとの共著
- 『死を想う われらも終には仏なり』（2007年5月・新版2018年7月、平凡社新書）石牟礼道子との共著
- 『漫画がはじまる』（2008年6月、スイッチ・パブリッシング）井上雄彦との共著
- 『あかるく拒食　ゲンキに過食　リターンズ』（2011年10月、平凡社）斎藤学との共著
- 『先生！どうやって死んだらいいですか？』（2014年2月、文藝春秋）山折哲雄との共著
- 『禅の教室　坐禅でつかむ仏教の真髄』（2016年3月、中公新書）藤田一照との共著
- 『先生、ちょっと人生相談いいですか？』（2018年10月、集英社インターナショナル）瀬戸内寂聴との共著
- 『ふたつの波紋』（2022年2月、文藝春秋）町田康との共著
- 『ららら星のかなた　対談集』（2024年9月、中央公論新社）谷川俊太郎との共著

編著
- 『石垣りん詩集』（編・解説、2015年11月、岩波文庫）

## 訳書
- 『お母さんは……』（1977年8月、詩の世界社、シブ・シダリン・フォックス著、渥美育子訳の下訳）
- 『ラ・フォンテーヌ寓話』（1981年5月、白泉社）
- 『アフロ・アメリカン・ストーリ／原題 Zajota and the Boogie Spirit』（1989年、パンドラ配給、アヨーカ・チェンジーラ監督、映画字幕）
- 『月にあいにいったアギサ』（1996年1月、福音館書店）パプアニューギニア民話の翻訳絵本／絵・斎藤隆夫
- 『現代語訳 樋口一葉・にごりえ他』（1996年12月、河出書房新社）
  - 『にごりえ 現代語訳・樋口一葉』（2004年12月、河出文庫）
- 『きみの行く道』（1999年6月10日、河出書房新社、ドクター・スース著→2008年2月・全面改訳版）
- 『キャット イン ザ ハット』（2001年1月、河出書房新社、ドクター・スース著）
- 『ビリー・ジョーの大地』（2001年3月、理論社、カレン・ヘス（英語版）著）
- 『11の声』（2003年8月、理論社、カレン・ヘス著）
- 『ふしぎのたね』（2007年5月、福音館書店、ケビン・ヘンクス著）
- 『今日』（2013年2月、福音館書店、ニュージーランドの子育て支援施設に伝わる詩より／絵・下田昌克）
- 『リフカの旅』（2015年2月、理論社）西更との共訳
- 『新訳 説経節 小栗判官・しんとく丸・山椒太夫』（2015年2月、平凡社）
- 『日本霊異記/今昔物語/宇治拾遺物語/発心集』（池澤夏樹=個人編集 日本文学全集08、2015年、河出書房新社）
  - 新編『日本霊異記、発心集』2024年、河出文庫。今昔物語は福永武彦訳、宇治拾遺物語は町田康訳
- 『能・狂言/説経節/曾根崎心中/義経千本桜/仮名手本忠臣蔵』（池澤夏樹=個人編集 日本文学全集10、2016年、河出書房新社）

能・狂言は岡田利規訳、曾根崎心中はいとうせいこう訳、菅原伝授手習鑑は三浦しをん訳、義経千本桜はいしいしんじ訳、仮名手本忠臣蔵は松井今朝子訳
- 『しあわせをさがしている きみに』（2021年7月、ほるぷ出版、エヴァ・イーランド著）
- 『かなしみがやってきたら きみは』（2019年10月、ほるぷ出版、エヴァ・イーランド著）

## テレビ番組

### 出演
- 男子禁制（LaLa TV）
  - 第1回 男子禁制#1「恋愛のカタチI・セックスレス」（2009年7月、期間中12回放映）
  - 第2回 男子禁制#2「恋愛のカタチII・不倫」（2009年7〜8月、期間中12回放映）
  - 第3回 男子禁制#3「家族のカタチＩシングルマザー」（2009年8月、期間中12回放映）
  - 第4回 男子禁制#4「家族のカタチII子どものしつけ」（2009年8月、期間中12回放映）
  - 第5回 男子禁制#5「後悔しない離活」（2009年）
  - 第6回 男子禁制#6「婚姻制度は必要か」（2009年）
  - 第7回 男子禁制#7「おひとりさまは孤独か?」（2009年）
  - 第8回 男子禁制#8「熟年離婚の不安と性」（2009年）
  - 第9回 男子禁制#9「面白い！女のカラダ」（2009年）
  - 第10回 男子禁制#10「カラダとココロの関係」（2009年）
  - 第11回 男子禁制#11「性欲」（2009年12月、期間中14回放映）
  - 第12回 男子禁制#12「セックスのトラウマ」（2009年12月、期間中13回放映）

### ドキュメンタリー
- こころの時代「わたしの言葉で語るお経〜詩人 伊藤比呂美」（2021年11月14日、NHK Eテレ）[7]